# Бёрнли, Джеймс
Джеймс Гораций Бёрнли IV (англ. James Horace Burnley IV; род. 30 июля 1948, Хай-Пойнт, Северная Каролина) — американский государственный деятель, министр транспорта США (1987—1989).

## Биография
Бёрнли родился 30 июля 1948 года в Хай-Пойнте, Северная Каролина. Он учился в Центральной средней школе Хай-Пойнт с 1963 по 1966 год и участвовал в школьной команде по дебатам в Национальной судебной лиге. Согласно «The New York Times», он был единственным членом команды, заработавшим двойной рубин, высшую медаль.
Он поступил в Йельский университет и окончил его со степенью бакалавра искусств, с отличием в 1970 году. Он получил степень доктора права в Гарвардском университете в 1973 году.

## Карьера
В 1987 году президент Рональд Рейган выбрал Бёрнли, заместителя секретаря Доул, девятым министром транспорта страны. Бёрнли занимал пост министра транспорта с 1987 по 1989 год. Он сыграл ключевую роль в переговорах о продаже Conrail, позволив передать аэропорты Вашингтона региональным властям, и помог собрать рабочую силу УВД после забастовки 1981 года. Он также помогал разрабатывать политику министерства в области авиационной безопасности. Будучи секретарём, Бернли уделял особое внимание программам по искоренению употребления наркотиков, издавая правила, требующие проведения тестов на наркотики для сотрудников, занимающих ответственные должности в отраслях, связанных с транспортом. Он также разработал политику, поощряющую более активное участие частного сектора в удовлетворении транспортных потребностей, и поддержал усилия береговой охраны по модернизации оборудования и сооружений.
Бёрнли распорядился провести беспрецедентную проверку экономической пригодности и соблюдения правил безопасности обеих крупных авиакомпаний. В обзоре сделан вывод, что Texas Air и две дочерние компании по-прежнему соответствуют критериям экономической пригодности DOT.